# Alžběta Žofie Sasko-Altenburská
Alžběta Žofie Sasko-Altenburská (10. října 1619, Halle – 20. prosince 1680, Gotha) byla sasko-altenburskou princeznou a sňatkem sasko-gothajskou vévodkyní.

## Život
Alžběta Žofie se narodila jako jediné dítě vévody Johana Filipa Sasko-Altenburského a jeho manželky Alžběty Brunšvicko-Wolfenbüttelské.
24. října 1636 se sedmnáctiletá princezna v Altenburgu provdala za svého příbuzného, o osmnáct let staršího vévodu Arnošta I. Sasko-Gothajského. Jako věno obdržela 20.000 guldenů, které byly zastaveny městem Roßla. Jako vdovské sídlo nevěsta získala města Kapellendorf a Berka.
Kvůli dědickým zákonům sasko-altenburského rodu (které vylučovaly ženy z následnictví) se po otcově smrti v roce 1639 stal jeho nástupcem jeho mladší bratr Fridrich Vilém II.
Když v roce 1672 zemřel její bratranec Fridrich Vilém III. bezdětný, stala se Alžběta Žofie na základě otcova testamentu dědičkou všech větví sasko-altenburského rodu (salický zákon totiž nezabraňoval tomu, aby mužský dědic neodkázal majetek jinému příbuznému z otcovy strany a ostatní nechal bez dědictví; a pokud tito favorizovaní příbuzní byli zároveň zeti zůstavitele moci a vnuci z matčiny strany, nebylo to v žádném případě zakázáno).
Arnošt I. Sasko-Gothajský si nárokoval celé sasko-altenburské dědictví a tvrdil, že je nejbližším mužským příbuzným. Další větev rodiny, vévodové sasko-výmarští, vůli neakceptovali, a rozhořel se spor o následnictví.
Nakonec Alžbětini a Arnoštovi synové získali většinu sasko-altenburského dědictví, ale část (čtvrtinu původního sasko-altenburského vévodství) přešla na sasko-výmarskou větev.
Když vévoda Arnošt I. v roce 1675 zemřel, jeho četní synové si dědictví rozdělili na sedm částí: Gothajsko-Altenbursko, Kobursko, Sasko-meiningenské vévodství, Römhild, Eisenberg, Hildburghausen a Saalfeld. Z nich Coburg, Römhild a Eisenberg nepřežili déle než jednu generaci a oblasti byly rozděleny mezi čtyři zbývající linie.
Po manželově smrti vyměnila Alžběta Žofie města původně jí určena za vdovská, za města Reinhardsbrunn a Tenneberg. Pod jménem "Cudná" chvályhodné společnosti. Zemřela v zimě roku 1680 ve městě Gotha ve věku 61 let.

## Potomci
Za třicet osm let manželství Alžběta Žofie porodila osmnáct dětí, z nichž se devět dožilo dospělosti:
- Johan Arnošt Sasko-Gothajský (*/† 1638)
- Alžběta Dorotea Sasko-Gothajsko-Altenburská (8. ledna 1640 – 24. srpna 1709) ⚭ 1666 lankrabě Ludvík VI. Hesensko-Darmstadtský (25. ledna 1630 – 24. dubna 1678)
- Johan Arnošt Sasko-Gothajský (16. května 1641 – 31. prosince 1657)
- Kristián Sasko-Gothajský (*/† 1642)
- Žofie Sasko-Gothajská (21. února 1643 – 14. prosince 1657)
- Johana Sasko-Gothajská (14. února 1645 – 7. prosince 1657)
- Fridrich I. Sasko-Gothajsko-Altenburský (15. července 1646 – 2. srpna 1691) ⚭ 1669 Magdaléna Sibyla Sasko-Weissenfelská (2. září 1648 – 7. ledna 1681); ⚭ 1681 Kristýna Bádensko-Durlašská (22. dubna 1645 - 21. prosince 1705)
- Albrecht V. Sasko-Koburský (24. května 1648 – 6. srpna 1699) ⚭ 1676 Marie Alžběta Brunšvicko-Wolfenbüttelská (7. ledna 1638– 15. února 1687); ⚭ 1688 Zuzana Alžběta Kempinsky
- Bernard I. Sasko-Meiningenský (10. září 1649 – 27. dubna 1706) ⚭ 1671 Marie Hedvika Hesensko-Darmstadtská (26. listopadu 1647 - 19. dubna 1680); ⚭ 1681 Alžběta Eleonora Brunšvicko-Wolfenbüttelská (30. září 1658 - 15. března 1729)
- Jindřich Sasko-Römhildský (19. listopadu 1650 – 13. května 1710) ⚭ 1676 Marie Alžběta Hesensko-Darmstadtská (11. března 1656–16. srpna 1715)
- Kristián Sasko-Eisenberský (6. ledna 1653 – 28. dubna 1707)
- Dorotea Marie Sasko-Gothajsko-Altenburská (12. února 1654 – 17. června 1682)
- Arnošt Sasko-Hildburghausenský (12. června 1655 – 17. října 1715) ⚭ 1680 Žofie Henrieta Waldecká (3. srpna 1662 - 15. října 1702)
- Johan Filip Sasko-Gothajský (*/† 1657)
- Jan Arnošt IV. Sasko-Kobursko-Saalfeldský (22. srpna 1658 – 17. února 1729)
- Johana Alžběta Sasko-Gothajská (*/† 1660)
- Johan Filip Sasko-Gothajský (16. listopadu 1661 – 13. března 1662)
- Žofie Alžběta Sasko-Gothajská (*/† 1663)